# Heinrich Brandt
Heinrich Brandt (8 novembre 1886, à Feudingen - 9 octobre 1954, à Halle, Saxe-Anhalt) est un mathématicien allemand qui est le premier à développer le concept de groupoïde.

## Biographie
Brandt étudie à l'Université de Göttingen et, de 1910 à 1913, à l'Université de Strasbourg. En 1912, il obtient son doctorat ; il est un étudiant de Heinrich Martin Weber. À partir de 1913, il est assistant à l'Institut de technologie de Karlsruhe. Il enseigne la géométrie et les mathématiques appliquées à partir de 1921 à l'École supérieure polytechnique de Rhénanie-Westphalie. À partir de 1930, il est titulaire de la chaire de mathématiques à l'Université de Halle.
Une matrice de Brandt est une manière informatique de décrire l'action de l'opérateur de Hecke sur les séries thêta sous forme de formes modulaires. La théorie est développée en partie par l'étudiant de Brandt, Martin Eichler. Il offre une approche algorithmique pour le calcul automatique (en ce que les séries thêta couvrent des espaces de formes modulaires) ; la théorie est maintenant considérée au moyen de modules de Brandt.